# The Mirage
A The Mirage egy már nem működő kaszinószálloda a Las Vegas Stripen, Paradise városában, Nevada államban, az Egyesült Államokban. A 65 hektáros területen egy 8412 négyzetméteres kaszinó és 3044 szoba állt rendelkezésre.
A Golden Nugget, Inc., melyet Steve Wynn fejlesztő vezetett, 1986-ban megvásárolta a Mirage helyszínét. A területen korábban a Castaways nevű hotel-kaszinó működött, amelyet lebontottak, hogy helyet adjanak az új üdülőhelynek. A Mirage 1989. november 22-én nyitotta meg kapuit, két évnyi építkezés után. Akkoriban ez volt a világ legdrágább szálloda- és kaszinókomplexuma, 630 millió dolláros költséggel, és egyben a világ egyik legnagyobb szállodája is. A Mirage volt az első nagy méretű üdülőhely, amely megnyílt a Las Vegas Stripen, sikere pedig az 1990-es években építési hullámot indított el a környék többi nagy szállodája számára.
A Mirage számos, Las Vegas-i kaszinók számára nem hagyományos látványossággal nyitotta meg kapuit, többek között delfinek és tigrisek számára kialakított állatrezervátumokkal, valamint egy fedett trópusi erdővel. Legnagyobb attrakciója egy mesterséges vulkán volt, amely minden este kitört, ingyenes szórakozást nyújtva a vendégeknek. 1990-ben mutatták be a Siegfried & Roy bűvészduó előadását, akik közel 14 évig léptek fel itt. Az üdülőhely adott otthont a Cirque du Soleil első Las Vegas-i előadásának, a 1992-ben bemutatott Nouvelle Expérience-nek is. A Cirque du Soleil 2006-ban tért vissza a Mirage-ba a The Beatles zenéjével készült Love című show-val.
Steve Wynn 2000-ben távozott a Mirage-tól, amikor cége az MGM Grand tulajdonába került. 2022-ben a Vici Properties vásárolta meg az ingatlant, miközben a Hard Rock International vette át a működtetését, és ezáltal ők lettek az első olyan kaszinó-működtetők a Las Vegas Stripen, akik egy indián törzs tulajdonában álló vállalatként működnek. A Hard Rock a szállodát Hard Rock Las Vegas névre kívánja átnevezni. Az ingatlan teljes felújításon és bővítésen esik át, amelynek részeként egy új, gitár alakú szállodatorony épül a vulkán attrakció helyére. A Mirage 2024. július 17-én bezárt, és várhatóan 2027 végén nyílik meg új néven.

## Története

### Háttér
A mai Mirage területének egy részén egykor a Red Rooster nevű éjszakai klub állt, amely 1930-ban nyitotta meg kapuit azon a helyen, ami később a Las Vegas Strip része lett. Már a következő évben ez lett az első vállalkozás a Stripen, amely hivatalos szerencsejáték-engedélyt kapott. 1947-ben Grace Hayes színésznő vásárolta meg, és Grace Hayes Lodge néven üzemeltette tovább. Az épületet 1959-ben lebontották, ám Hayes továbbra is egy, a területen található házban élt. A telek másik részén a Castaways nevű hotel és kaszinó működött.
Steve Wynn kaszinótulajdonos az 1980-as évek elején egy Victoria Bay nevű üdülőhely felépítését tervezte a Stripen, de a magas költségek miatt 1981-ben elállt a projekttől. Három évvel később egy belvárosi Las Vegas-i beruházás ötlete merült fel benne, egy 20 hektáras vasúti területen, amely később a Clark megyei kormányzati központ helyszíne lett volna. Az üzlet azonban meghiúsult, miután a vasúttársaság elutasította 50 millió dolláros ajánlatát, és annak dupláját kérte.
Végül Wynn – cége, a Golden Nugget, Inc. révén – 1986 októberében megvásárolta a Castaways-t és a környező földterületeket. Az adásvétel Grace Hayes házát is magában foglalta, amelyet kiürítettek, majd a Castaways-szal együtt elbontottak, hogy helyet adjanak egy új kaszinókomplexumnak. Wynn az atlantic city-i Golden Nugget üdülőközpontját is eladta, és a bevételből finanszírozta az új projektet.

### Elnevezés
Wynn új üdülőhelyének névválasztásánál több lehetőség is felmerült, például a Bombay vagy a Bombay Club, de ezeket 1986 végére elvetették. Szóba került az egyszerűen „Wynn” név is, amelyet később a Wynn Las Vegas kapott.
1987 júniusában Wynn bemutatta a trópusi hangulatú, akkor még ideiglenesen Golden Nugget néven ismert projekt terveit. Elmondta, hogy a komplexumot később át fogják nevezni, hogy jobban illeszkedjen a „Déli-tengeri” tematikához. A munkanév onnan ered, hogy Wynn korábban is üzemeltetett egy Golden Nugget nevű szállodát és kaszinót Las Vegas belvárosában. Wynn nem akart két Golden Nuggetet Las Vegasban, mert úgy gondolta, hogy azok „a régi” és „az új” néven lennének ismertek, és ez a belvárosi egység imázsának árthatott volna.
A végleges név 1988 decemberében látott napvilágot: The Mirage. A név hangsúlyozta, hogy az üdülőhely egy oázis a nevadai sivatagban. Hogy elkerülje a névhasználattal kapcsolatos jogi problémákat, Wynn felvásárolta a „Mirage” név jogait két helyi vállalkozástól – a La Mirage Casino-tól és a Mirage Motel-től –, amelyek egyenként 250 000 dollárt kaptak a névváltoztatásért.

### Fejlesztés
Az építkezés 1987 novemberében indult. A fővállalkozók között a MarCor Development Company és a Sierra Construction Corporation szerepeltek, utóbbi a szállodatorony kivitelezéséért felelt. A projekt kezdeti költségét 550 millió dollárra becsülték, ám a kiadások túllépték a tervezetet. A végső összeg elérte a 630 millió dollárt, így a Mirage lett a világ legdrágább szálloda- és kaszinókomplexuma, egészen addig, amíg néhány hónappal később Atlantic Cityben meg nem nyílt a Trump Taj Mahal. A beruházást nagyrészt a Drexel Burnham Lambert pénzügyi cég finanszírozta, amelynek egyik vezetője, Michael Milken, 525 millió dollár értékű jelzálogkötvény eladásával biztosított tőkét a projekthez. A Mirage volt az első Las Vegas-i üdülő, amely Wall Street-i befektetésekből, úgynevezett „junk bond”-ok kibocsátásával épült fel. Ezt a finanszírozási modellt később más amerikai kaszinófejlesztők is átvették.
Bobby Baldwin Wynnel együtt a projekt számos kulcsfontosságú elemét irányította, és a nyitás után a Mirage elnöke lett, miután korábban már ugyanebben a pozícióban dolgozott a Golden Nuggetnél. A megnyitó előtti előkészületek részeként Baldwin és kollégái majdnem egy évet fordítottak arra, hogy 250, főként vendéglátással és étkeztetéssel foglalkozó vállalatot felkeressenek tanácsok és tapasztalatok gyűjtése céljából. Az addigi PR-céggel elégedetlen Wynn nyolc héttel a nyitás előtt leszerződött a Hill & Knowlton ügynökséggel. Bár a cég ellenezte, Wynn nem engedélyezte a sajtóbejárásokat vagy a korai fotók kiadását, mert azt szerette volna, ha a megnyitó teljes meglepetésként éri a vendégeket. A Mirage körülbelül 6400 alkalmazottat vett fel, akik Wynn iránymutatásai szerint egy hónapos ügyfélszolgálati képzésen vettek részt a nyitás előtt.

### Üzemeltetés
A Mirage 1989. november 22-én, délben nyitotta meg kapuit. Wynn korábban december 26-ra tervezte a megnyitót, de megváltoztatta terveit, miután leszervezte a Sugar Ray Leonard és Roberto Durán III közötti bokszmérkőzés december 7-i megrendezését a üdülőhelyen. Szándéka az volt, hogy a Mirage a bokszmérkőzések kedvelt helyszínévé váljon, versenyezve más Las Vegas-i üdülőkkel. A nyitás után néhány órával egy szerencsés vendég 4,6 millió dollárt nyert egy 1 dolláros nyerőgépen.
Az üdülőhely olyan különleges, nem hagyományos elemeket kínált, amelyek Wynn szerint a fő vonzerőt jelentették, és úgy vélte, hogy a Mirage nem lesz a kaszinóra alapozva, mint más hasonló helyek. A legismertebb látványossága egy mesterségesen kitörő vulkán volt, amely ingyenes szórakozást nyújtott az arra járóknak. Emellett delfinlak, és a kupolás átrium alatt egzotikus dzsungel bemutató várta a látogatókat. Az üdülőben továbbá Siegfried & Roy bűvészshow-ját is láthatta a közönség, és a híres duó fehér tigrisei is megtekinthetők voltak, amikor épp nem léptek fel. Pénzügyi elemzők és kaszinószakemberek eleinte szkeptikusak voltak a Mirage sikerével kapcsolatban, mivel az üzemeltetéshez napi 1 millió dolláros bevételre volt szükség. Végül azonban az ingatlan túlszárnyalta a várakozásokat, és a jövőbeni Strip szállodákban a szerencsejáték jelentősége fokozatosan csökkent.
A Mirage volt az első új üdülő, amely 16 év után épült a Stripen, az 1973-ban megnyílt MGM Grand (ma Horseshoe) után. Ez volt az első „megaresort” a Stripen, és a második a Las Vegas-völgyben az 1969-es International Hotel után. A Mirage sikere 1990-es években építési boomot indított el más nagy szállodák körében. A megnyitó előtt Las Vegas turizmusa hanyatlott, főként azután, hogy New Jersey államban legálissá vált a szerencsejáték Atlantic Cityben. 1990-ben viszont Las Vegas turizmusa 16%-kal nőtt, ami 2024-ig az egyik legnagyobb éves növekedés maradt a város történetében.
A Mirage sikere miatt Wynn 1990-ben további 100 millió dollárt vett fel hitelként, hogy további szolgáltatásokat vezessen be. Ezek között szerepelt egy parkolóház, több luxusvilla és a medence területének bővítése. Emellett együttműködött Michael Jacksonnal is egy különleges hegy- és vízi látványosság megtervezésében, amely a Hawaii-beli Diamond Head-re hasonlított volna, medencékkel, vízi csúszdával és luxusvillákkal. A beruházás költsége akár 15 millió dollár is lehetett volna, és az üdülő mögött épült volna. A tervek szerint 1990 végén nyílt volna meg, de a projekt végül nem valósult meg.

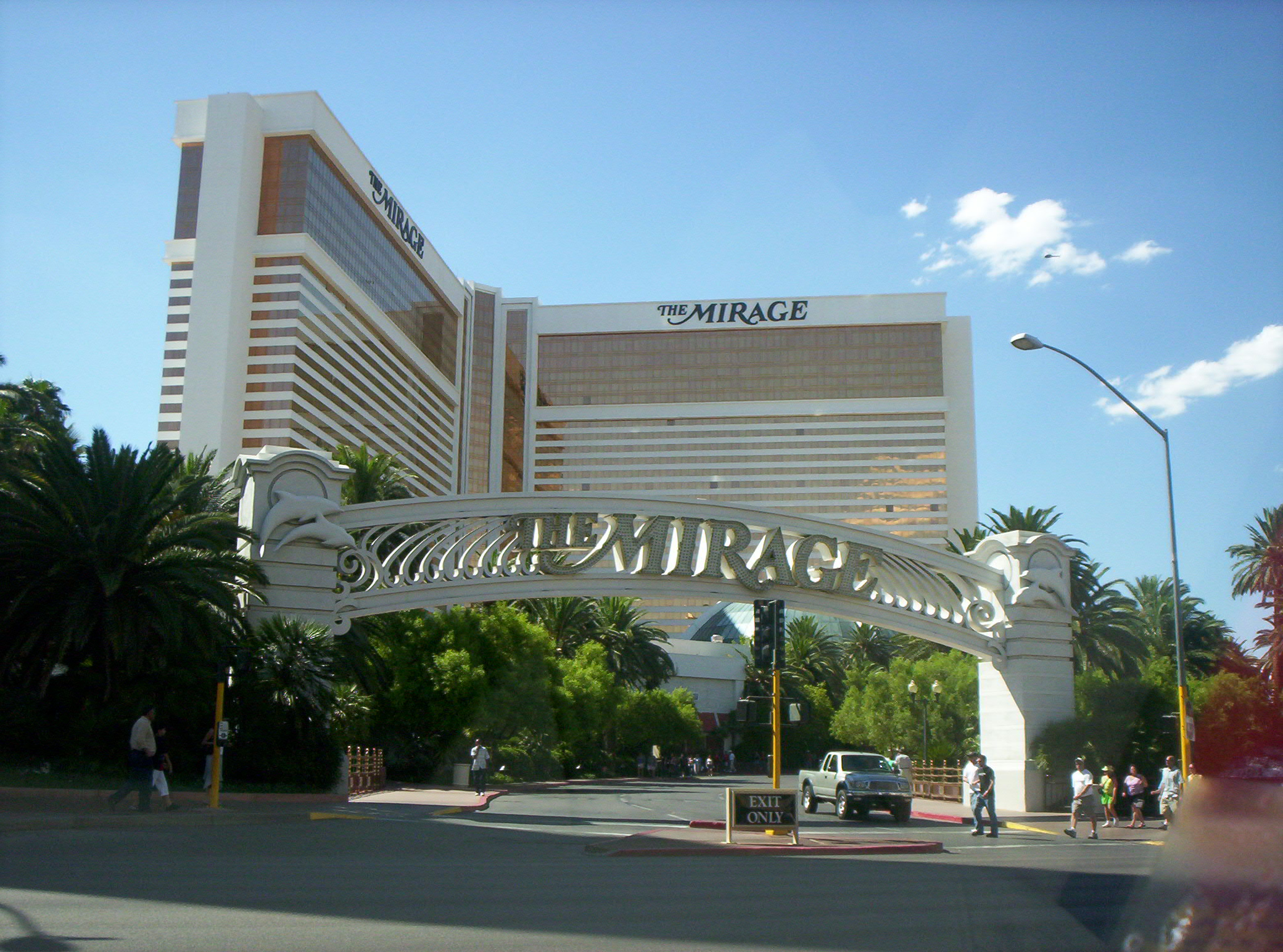
A Mirage és déli bejárata 2005-ben

Wynn a szállodát a Golden Nugget Inc. nevű cégén keresztül birtokolta, amelyet 1991-ben Mirage Resortsra nevezett át. 1995-ben 55 millió dolláros felújítást hajtottak végre. 1997-re a Mirage vált a Strip legsikeresebb üdülőhelyévé. Wynn 2000-ben távozott a cégtől, amikor az MGM Grand Inc. megvásárolta a vállalatot, amely később MGM Mirage néven folytatta működését. A szállodai szobákat 2002-ben újították fel, majd 2005 és 2006 között nagyszabású felújítás következett, hogy a Mirage versenyképes maradjon az újabb szállodákkal szemben. Ennek részeként több új étterem és egy éjszakai klub is nyílt, valamint további korszerűsítéseket végeztek. Ez volt a legjelentősebb fejlesztés az üdülő megnyitása óta.
2008-ban további 100 millió dolláros felújítást végeztek, amely során megújult a kaszinó és több szoba, és több új éttermet is nyitottak. 2009-ben Phil Ruffin megvette a szomszédos Treasure Island hotel és kaszinót az MGM Mirage-tól, majd megpróbálta megszerezni a 65 hektáros Mirage-t is, de ajánlatát elutasították. 2010-ben az MGM Mirage nevét MGM Resorts Internationalra változtatták. Húsz évvel a nyitás után a Mirage továbbra is népszerű maradt, bár az újabb és luxusabb szállodák mellett kevésbé került a rivaldafénybe.
A Mirage tulajdonjoga, számos más MGM-ingatlannal együtt, 2016-ban átkerült az MGM Growth Properties tulajdonába, míg az MGM Resorts bérleti szerződés keretében továbbra is üzemeltette azt. A Vici Properties később, 2022-ben megvásárolta az MGM Growth-ot, beleértve a Mirage-t is.

### Hard Rock márkanévváltás
2021 novemberében, miközben a Vici a Mirage megvásárlásán dolgozott, az MGM Resorts bejelentette, hogy megkezdte az üdülőhely kaszinóüzemeltetésének értékesítését. A cég ekkor már kilenc másik létesítményt működtetett, és a tizedik üdülőhely felvételére készült portfóliójába. William Hornbuckle vezérigazgató – aki a Mirage megnyitásában is kulcsszerepet játszott – úgy fogalmazott, hogy a resort már nem élvezett prioritást a közeljövő beruházási tervei között, ezért stratégiai döntést hoztak az értékesítéséről.
2021 decemberében a Hard Rock International megállapodott abban, hogy 1,075 milliárd dollárért megvásárolja a Mirage üzemeltetési jogait az MGM Resorts-tól. A Hard Rock bérbe venné az ingatlant a Vici-től, és a Mirage-t Hard Rock Las Vegas névre keresztelné. Az MGM megtartaná a „Mirage” nevet, és legfeljebb három évig engedélyezi a használatát, amíg a márkaváltás életbe nem lép. A Mirage teljes felújításon esik át a márkanévváltás részeként, és a Hard Rock egy gitár alakú szállodatorony építését is tervezi, amely a Mirage vulkánját váltja fel. Ez ellen ugyan petíció indult a Change.org-on, de a kezdeményezés végül nem járt sikerrel.
A Hard Rock és a Mirage közötti üzlet 2022. december 19-én zárult le, így a Hard Rock lett az első őslakos (törzsi) kaszinóüzemeltető a Las Vegas Stripen. Az új menedzsment rövid időn belül új nyerőgépekkel és asztali játékokkal bővítette a kínálatot a bevételek növelése érdekében, valamint színpadokat építettek két bárhoz az esti élőzenei programokhoz, összhangban a vállalat zenei témájával.
Eredetileg a Mirage a Hard Rock-átállás idején is nyitva maradt volna, ám 2024 májusában a Hard Rock bejelentette, hogy a létesítmény két hónap múlva végleg bezár. Az új Hard Rock Las Vegas megnyitása 2027 végére várható.

### Bezárás

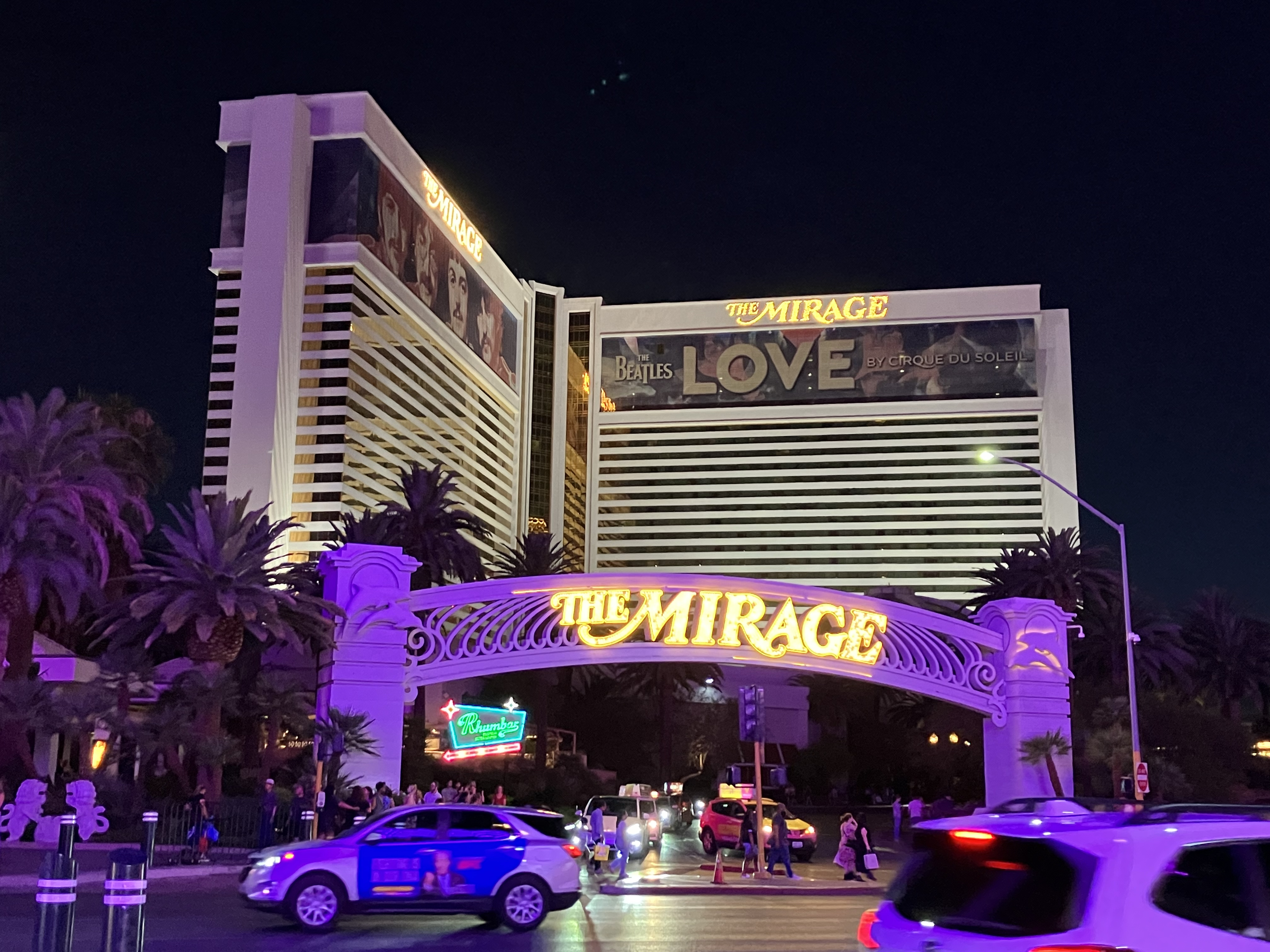
A Mirage déli bejárata 2024. június 14-én, egy hónappal a üdülőhely bezárása előtt. Az íves táblát később a Neon Múzeumnak adományozták megőrzés céljából.

A Mirage szállodája 2024. július 15-én fogadta utolsó vendégeit, majd két nappal később, július 17-én hajnalban a kaszinó is befejezte működését. Az egész komplexum még aznap, nem sokkal 11 óra után végleg bezárt. Az utolsó napokban sokan keresték fel az ikonikus üdülőt, hogy búcsút vegyenek tőle. A Hard Rock International mintegy 80 millió dollár végkielégítést tervezett kifizetni a közel 3000 elbocsátott dolgozónak, köztük 137 olyan veteránnak, akik a Mirage megnyitása óta ott dolgoztak.
A búcsúünnepségen Jan Jones Blackhurst, Las Vegas korábbi polgármestere, valamint Elaine Wynn – Steve Wynn felesége – is beszédet mondott, aki hosszú évek után tért vissza a szállodába. Mint fogalmazott, ez számára megható pillanat volt, és emlékeztetett: „Ez Las Vegas lényege – újra befektetünk, megújulunk, és megőrizzük a város izgalmát.” A ceremónia a híres vulkán utolsó kitörésével ért véget. Steve Wynn nem volt jelen, de írásban méltatta a Mirage szerepét és örökségét. Bo Bernhard, az UNLV Nemzetközi Szerencsejáték Intézetének igazgatója szerint a Mirage megváltoztatta Las Vegas imázsát a világ szemében, míg Michael Green történészprofesszor megjegyezte: „Las Vegas mindig képes megújulni. A Mirage már nem számít korszerűnek.”
A szabályozás értelmében a kaszinónak ki kellett fizetnie a felhalmozott 1,6 millió dolláros progresszív jackpotot a bezárásig. Ennek 75%-át nyerőgépeken, 25%-át asztali játékokon nyerték el a vendégek. Július 9–11. között 200 000, majd a következő két napban további 250 000 dollárt osztottak ki; július 16-án 100 000 dollár talált gazdára, a maradék 400 000 dollárt pedig az asztaloknál nyerték meg.
A Hard Rock projekt előkészületei már másnap megkezdődtek, a vulkán bontása volt az első feladatok egyike. A Mirage jelképes elemei, köztük a Strip déli bejáratát díszítő 9 méteres ív, a város Neon Múzeumába kerültek megőrzésre.

## Bírósági ügyek
1992-ben Joseph Canterino, egy vendég azt állította, hogy két férfi bántalmazta és kirabolta őt a szálloda 16. emeletén. A támadókat soha nem találták meg, és Canterino szerint több mint 70,000 dollárt loptak tőle. Az eset annyira megijesztette, hogy nem mert kimenni otthonról. A Mirage ellen pert indított, arra hivatkozva, hogy a biztonság nem volt megfelelő. Egy évtizedes jogi küzdelem után a Nevadai Legfelsőbb Bíróság a szálloda javára döntött.
1997-ben a Mirage egyik vezetője, Laura Choi Dél-Koreába utazott, hogy behajtsa a kaszinó szerencsejáték-tartozásait. Letartóztatták, mert megszegte az ország adósságbehajtási törvényeit, amelyek tiltották, hogy állampolgárok 10 000 dollárnál nagyobb összeget külföldre utaljanak. A Mirage állítása szerint a pénzt más országokban kellett volna jogszerűen behajtani. Több hatóság is vizsgálatot indított Choi és a Mirage ellen. Choi azt mondta, hogy a cég tisztában volt a lépéseivel és támogatta azokat, míg a Mirage lázadó alkalmazottnak nevezte, és nem nyújtott jogi védelmet. Miután 79 napot töltött börtönben, visszatért az Egyesült Államokba, és elbocsátották. Állami szerencsejáték-felügyelők szerint Choi cselekedeteit a Mirage is támogatta, amely végül 350 000 dolláros bírságot fizetett. Később a cég azzal vádolta Choi-t, hogy eltulajdonított pénzt, és együttműködött Donald Trumppal, Wynn kaszinójának riválisával, hogy vendéglistákat szerezzen és Trump kaszinóiba csábítsa a Mirage vendégeit. Choi eközben jogellenes elbocsátás miatt perelte a céget, amely ügyet 2001-ben rendezték.
Ugyancsak 1997-ben 11 pincérnő pert indított a Mirage és Wynn ellen, testsúly alapján történő diszkrimináció miatt. A keresetben hivatkoztak egy 1995-ös találkozóra, ahol Wynn állítólag azt mondta, hogy „túl kövérek vagytok, és szégyellem, hogy itt dolgoztok.” Az eset „Fat Meeting” néven vált ismertté, és a munkatársak körében gyakran visszatértek a nők testsúlyával kapcsolatos viccek. Két nő 1998-ban 5000 dolláros egyezséget kötött, egy pedig visszalépett az ügyből. A per 2003 májusában zárult le, miután a többi nő megegyezett az MGM Mirage-szal.
2003-ban több dolgozót elbocsátottak, mert hónapokon át nem nyújtották be a kötelező pénzügyi tranzakciós jelentéseket. Egy volt alkalmazott különösen a vizsgálatok középpontjába került, mivel hazudott a feletteseinek arról, hogy elküldte a jelentéseket, miközben valójában jelentős késésben volt. Közel 15 000 jelentés maradt be nem nyújtva, ezért a Nevadai Szerencsejáték Bizottság rekordösszegű, 5 millió dolláros bírságot rótt ki az MGM Mirage-ra. Terry Lanni vezérigazgató ezt tartotta a legkínosabb eseménynek a szerencsejáték-iparban 26 éves karrierje során. Két másik volt alkalmazott jogellenes elbocsátás miatt beperelte a céget.

## Tervezés és növényvilág
A Mirage tervezését Joel Bergman végezte, aki Wynn tervezőcégét, az Atlandiát irányította. A csapatban dolgoztak továbbá a belsőépítészek Henry Conversano és Roger Thomas, valamint DeRuyter Butler építész is. Emellett Don Brinkerhoff és tájépítő vállalata, a Lifescapes International is részt vett az üdülő kialakításában. Wynn felesége, Elaine is adott javaslatokat a tervezéshez. A csapat szorosan részt vett a projekt minden egyes részletének kidolgozásában, amely számos átdolgozáson ment keresztül, különösen a szállodatorony tekintetében. Wynnék alaposan tanulmányozták a környék több neves üdülőhelyét – így a Bally’s-t, a Las Vegas Hilton-t, a Flamingót és a közeli Caesars Palace-t –, hogy ezek legjobb elemeit egyesítsék az új létesítményben.
A Mirage gyalogos bejáratait a többi kaszinóval ellentétben nem közvetlenül a Las Vegas Strip mellett, hanem attól távolabb helyezték el, miközben a vulkán szolgált vonzerőként, hogy felkeltse a járókelők érdeklődését és bevonzza őket az épületbe. Ez az ötlet Elaine Wynntől származott, aki így fogalmazott: „Steve azt szerette volna, ha a Mirage közvetlenül a járda mellett épül, de én azt mondtam, hogy hátrébb kell tolnunk, mert az emberek nem tudják majd megfelelően értékelni az építészeti kialakítást, ha nincs mihez viszonyítaniuk.” Wynn a telek elrendezését úgy alakította ki, hogy a vendégek számára könnyű és gyors legyen a szolgáltatásokhoz való hozzáférés.
A Mirage dél-tengeri/polinéz témájú. Wynn így fogalmazott: „Las Vegas kaszinói között hatalmas volt a hasonlóság. A vendégek nem tudták megkülönböztetni a Sands-t, a Dunes-t, az Aladdint vagy a Saharát. Én valami teljesen újat akartam létrehozni.” Elképzelését így írta le: „Képzeld el a zord dél-nevadai sivatagot, majd hirtelen meglátsz egy vízesést, mintha a Dél-Csendes-óceán egyik szigetén, például Kauai szigetén lennél. Ez nem odaillő látvány, és pontosan ez volt a cél.” Inspirációt részben az 1958-as Déltenger című film adta. A vulkán és a vízesés elemeket a város megszokott neonfényével való kontrasztként tervezték. Wynn így nyilatkozott: „Elegem van a neonfényekből. Szerintem olcsó hatást kelt. Számomra a neon a régi Las Vegas szimbóluma.”
A megnyitáskor a külső terület 10 hektárnyi parkosított pázsitot és medencét foglalt magában, 1000 pálmafával és 40 000 cserjével. Emellett fenyőfák és páfrányok is részei voltak a növényvilágnak. Az üdülőben 60 kertész dolgozott a növényzet ápolásán. A üdülőhelyhez tartozott egy kilencemeletes kupolás átrium, amely egy fedett trópusi esőerdőt rejt. Ebben az átriumban valódi és mesterséges növények is megtalálhatók voltak, például orchideák és 21 méter magas pálmafák. Egy 12 méter magas Washington-pálmát formaldehiddel tartósítottak, és egy acélrudat helyeztek el a törzsében, hogy megfelelő szögben hajoljon egy patak fölé az átriumban. Brinkerhoff tervezte és alakította ki az átriumot, amelynek ihletadója egy projekt volt, amelyet Wynn Atlantic Cityben tervezett, de 1985-ben elvetett.
2019-re a üdülőhely trópusi témája háttérbe szorult. Öt évvel később az átriumot lebontották a Hard Rock-átállás részeként.

## Leírás
A Mirage 3049 szobával rendelkezett, és megnyitásakor a világ egyik legnagyobb szállodái közé tartozott, csak a Las Vegas Hilton (3174 szoba) és a moszkvai Rossiya Hotel (3200 szoba) előzte meg. A 29 emeletes szállodatornyót Y-alakban tervezték, a Las Vegas Hilton által alkalmazott dizájnt követve. A Mirage tette népszerűvé az Y alakú kialakítást, amelyet később a Las Vegas-i Treasure Island, Monte Carlo és Mandalay Bay üdülőhelyek is átvettek. A legfelső öt emeletet a nagy tétes vendégeknek és penthouse lakosztályoknak tartották fenn. A külső ablakok 18 karátos aranyból készültek, a lakosztályok emeletein megszakítás nélküli üvegtáblák találhatók, míg az alsóbb szinteken az ablakokat fehér csíkok választják el. A fehér és arany színkombinációt korábban a Golden Nugget is alkalmazta.
A megnyitása óta a szállodában egy 1,2 millió dollár értékű akvárium található, amely a bejelentkezési pult mögött kapott helyet. Az akváriumot Conversano terveztette, hogy a vendégek várakozás közben eltereljék a figyelmüket és ellazítsa őket, amíg a bejelentkezésre várnak. Több száz hal él benne, és igen kedvelt látványosságként szolgált.
A Mirage kaszinója 8412 négyzetméter területű volt. Megnyitásakor 2,300 játékgép és 115 asztali játék várta a vendégeket. Egy magas tétes játékrészleget az utolsó pillanatban adtak hozzá, mert azt korábban figyelmen kívül hagyták. A Mirage volt az első las vegasi kaszinó, amely minden asztali játéknál folyamatosan működtetett biztonsági kamerákat. 1997-ben a Mirage Resorts 150 millió dollárt költött műalkotásokra, amelyeket az üdülőhely magas tétes játékterében állítottak ki. 2004-ben a kaszinó újabb magas tétes játékrészleget nyitott, amelynek dizájnját Dale Chihuly művész alkotta meg.
A Mirage 28 000 négyzetméter konferenciaterülettel is rendelkezik. Egyéb szolgáltatásai között megtalálható volt egy tetováló szalon, valamint egy ruhabolt, amelyet a Kardashian család üzemeltetett. A Mirage és a Treasure Island között egy villamosjárat, a Mirage-Treasure Island Tram közlekedett.
A Jet nevű éjszakai klubot 2005-ben nyitotta meg a The Light Group. A 1530 négyzetméter alapterületű klub három teremből állt, és vetített képekkel, valamint 120 LED-csempe mennyezettel volt felszerelve. A klub 2011-ig működött, amikor 1 OAK-ra nevezték át, ami azt jelenti, hogy „egyedi”. A helyszínen Roy Nachum művész alkotásai is láthatók voltak. A klub 2020 elején zárt be.
A Revolution nevű, 11 millió dollár értékű éjszakai klubot 2006-ban nyitották meg, Beatles-tematikával, kísérve a Cirque du Soleil Beatles-alapú Love című előadásának indulását. Ez az Apple Corps és a Cirque du Soleil közös vállalkozása volt, egyben a Cirque du Soleil első las vegasi éjszakai klubja. A 650 négyzetméter alapterületű klubban legfeljebb 400 vendég férhetett el. A bejáratot 3 méter magas nagybetűk jelölték, amelyek a klub nevét írták ki, az „EVOL” betűket pedig visszafelé írták, hogy visszafelé olvasva a „LOVE” szót adja ki. A klub 2015-ben bezárt.
Az üdülőhelyen topless medence is található, amely a Bare Pool Lounge nevet viseli, és 2007-ben nyílt meg. Ezt szintén a The Light Group üzemelteti. A helyszínen DJ-k zenélnek, és a medence népszerű mind a helyi lakosok, mind a hírességek körében.

### Vulkán
A Mirage egy mesterséges vulkán attrakcióval nyitotta meg kapuit, amely a üdülőhely előtt található és Las Vegas egyik ikonikus attrakciójává vált. A vulkán, amely ingyenesen látogatható és a gyalogosok számára is látható, minden este rendszeresen kitört. A lángokat gázsugarak biztosítják, miközben víz zubog le a vulkán oldalán egy lagúnába, covering 4,5 angol hold (1,8 ha). amely körülbelül 1,8 hektár területet foglal el. 200 mm széles földgázcsöveket használnak egy recirkulációs rendszerrel együtt, hogy a lagúna úgy tűnjön, mintha lángokban állna. Ezenkívül a vulkánból kiömlő vizet vörös fény borítja, hogy láva hatását keltsék.
Eredetileg a lagúna területén egy alvó vulkánt akartak létrehozni. A világításért felelős tervező, David Hersey, akit az üdülő világításának megtervezésére alkalmaztak, azt javasolta, hogy a vulkán törjön ki. Wynn kezdetben elégedett volt a lagúna kialakításával, és tartott attól, hogy egy kitörő vulkán nem lesz elég látványos. Végül azonban akkor hagyta jóvá az ötletet, miután megtekintette a makettjét. Hersey Brinkerhoff-pal együtt dolgozott az attrakció tervezésén. Olyan textúrát adtak a sziklákhoz, amely apró buborékokat hoz létre a vízben, így teljesítve Wynn kívánságát a zúgó víz megjelenítésére, ami lehetővé tette a megfelelő világítást az attrakciónál. Wynn nem szerette a vulkánkitörések által kibocsátott kénes szagot, ezért piña colada illatot adtak hozzá.
2005-ben a WET tervezőcéget bízták meg a vulkán fejlesztésének megtervezésével. A cég két éven át dolgozott egy új, tüzet lövellő berendezés kifejlesztésén a felújított vulkánhoz. A vulkánt 2008 februárjában bezárták, hogy lehetővé tegyék a 25 millió dolláros korszerűsítést. Az acélból készült vulkáni szerkezetet teljes egészében lebontották, és új külsőt kapott. Az év végén újra megnyitották. Az új vulkán 3,7 méter magas vízsugarakat lövell, miközben 120 lángszóró lövelli a lángokat a lagúnán. Az attrakciót Mickey Hart és Zakir Hussain zenéjére koreografálták. A WET áttervezése a Bellagio-szökőkutak inspirációján alapult, amely szintén a cég által készített koreografált látványosság.
2015-ben az MGM a költségcsökkentés érdekében mérsékelte a vulkán napi kitöréseinek számát. A 2024-es Super Bowl LVIII-at Las Vegasban rendezték meg, és a Paramount Global tulajdonában lévő CBS sugározta. A mérkőzés és a Paramount médiamárkák reklámozása céljából a Mirage vulkánját és lagúnáját ideiglenesen egy interaktív, alpesi stílusú hegyi látványossággá alakították át, amely a Paramount Pictures hegylogóját mutatta be.

### Állatbemutatók

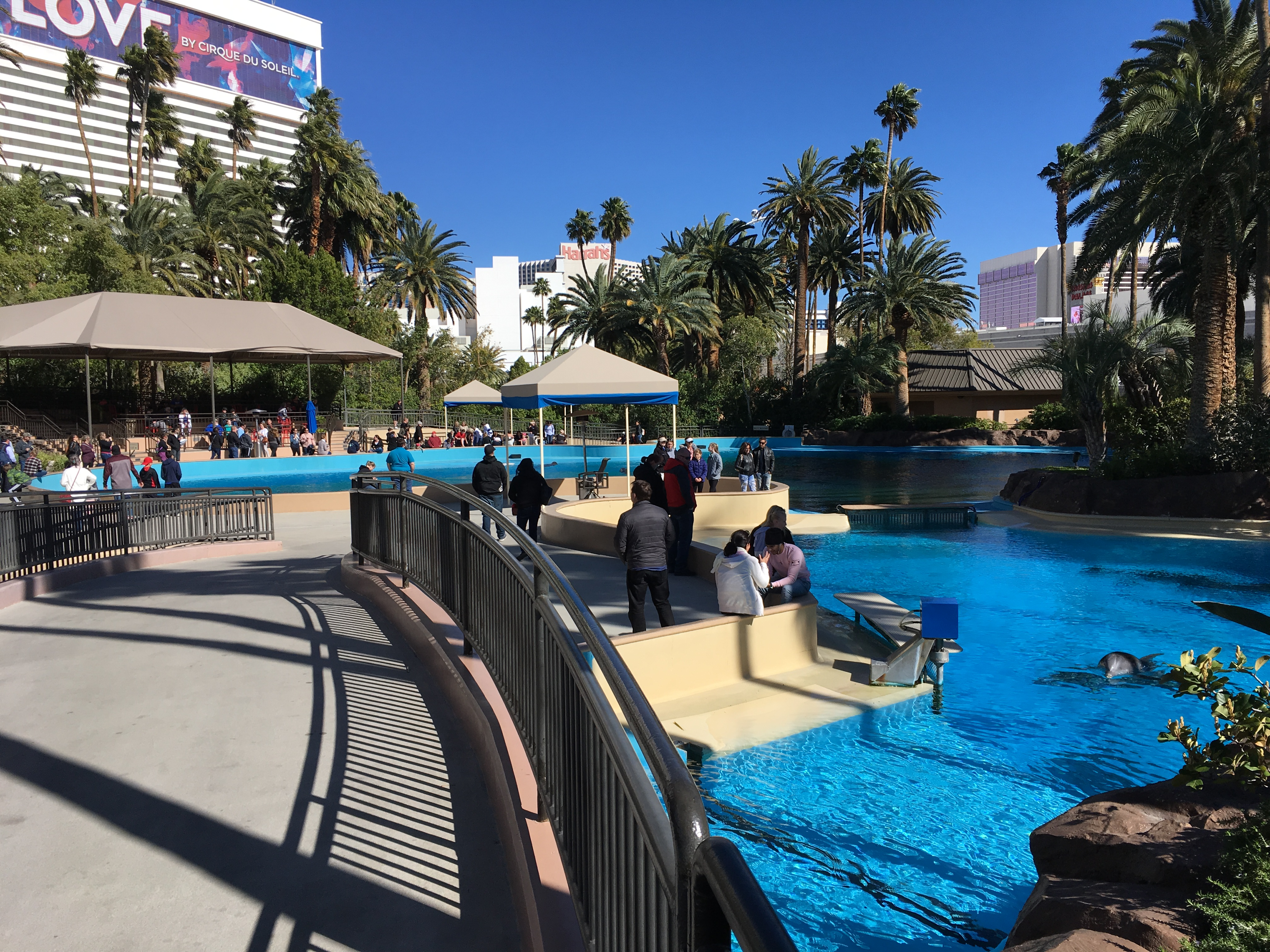
A delfinek élőhelye, 2019

A Mirage-ben 1990. október 19-én nyitották meg a 14 millió dolláros delfinlakot, amely oktatási és kutatási központként működött, miközben a látogatóknak rendszeres delfin- és trénerbemutatókat kínáltak. A létesítmény négy medencéből állt, összesen kb. 9,5 millió liter vízzel, ami meghaladta a kormány által előírt minimumot. A látogatók tárlatvezetésen vehettek részt, és külön díj ellenében akár delfintrénerként is kipróbálhatták magukat egy napra. Sok iskola látogatott el ide, mert a helyi tanintézményeknek szórakoztató és oktató jellegű programnak számított. Az élőhelyen eredetileg öt palackorrú delfin élt, négy Floridából, Marathonból, egy pedig Texasból származott. 2008-ra már három delfingeneráció született az élőhelyen, és 2019-ben indult a negyedik generáció. A látványosság nem tartalmazott vadon élő delfineket.
1996. november 13-án a Mirage megnyitotta Siegfried & Roy Titkos Kertjét, egy szabadtéri látványosságot, amely hatféle állatfajt mutatott be, melyek szerepeltek a bűvészek műsorában az üdülőben. Ezek között megtalálhatók voltak a bengáli tigrisek, fehér tigrisek, fehér oroszlánok, hóleopárd, párduc és egy ázsiai elefánt. Siegfried & Roy tenyésztési programot is folytatott a nagymacskák számára, különösen a fehér oroszlánok és tigrisek tenyésztésére, amelyek a Titkos Kertben éltek. A 15 millió dolláros attrakció 1 hektár területen helyezkedett el, közvetlenül a delfinlak szomszédságában. 2002-re a delfinlak is a Siegfried & Roy látványosság részévé vált, amelyet ekkor már Siegfried & Roy Titkos Kertjeként és Delfinlakjaként ismertek. Az attrakció összesen 10 hektárnyi területet ölelt fel, és 2017-ben évente körülbelül 500 000 látogatót fogadott.

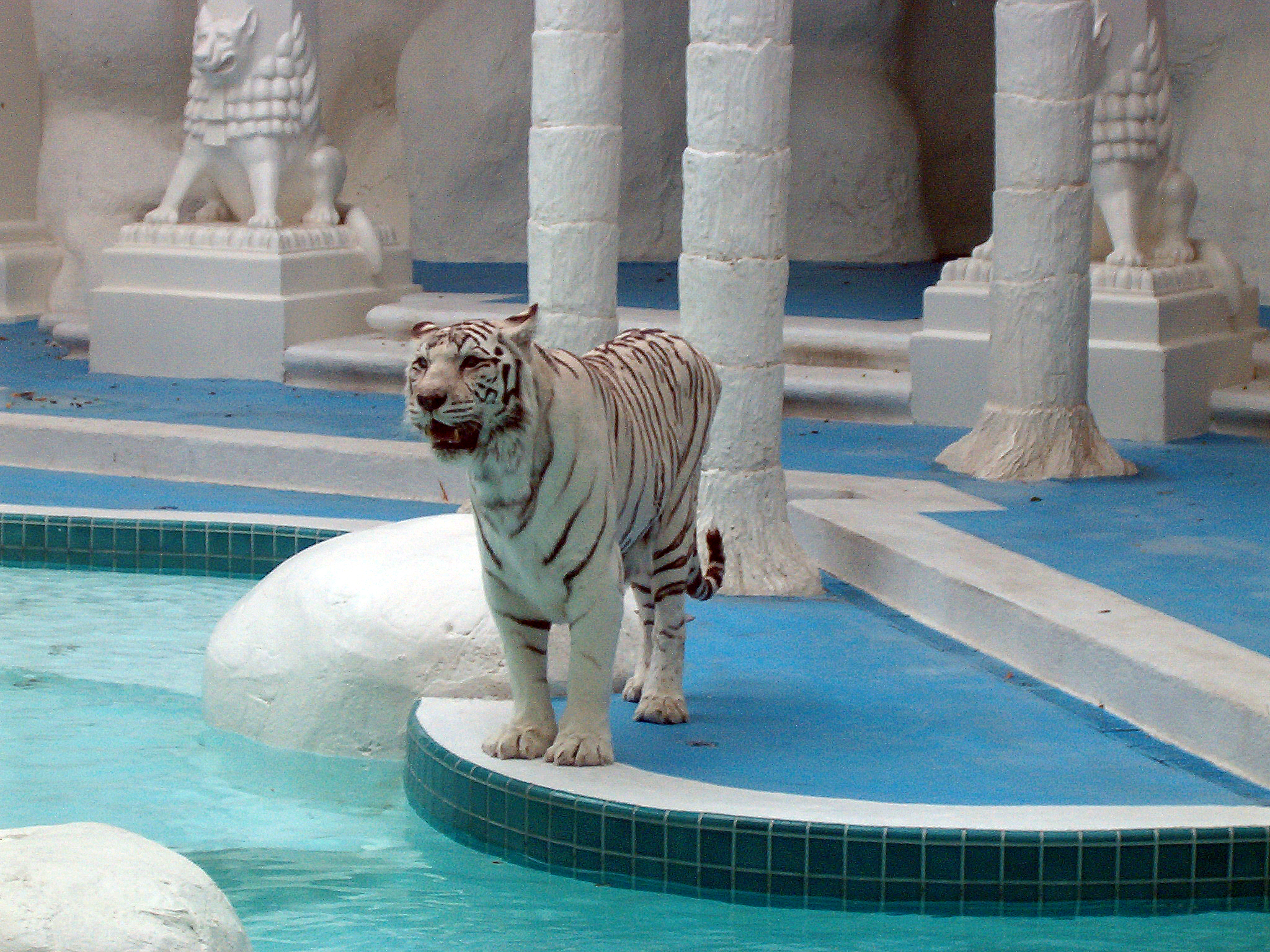
A fehér tigris élőhelye, 2006

Ezen kívül Siegfried & Roy bűvészműsorának fehér tigrisei a fellépéseken kívül ingyenesen megtekinthetők voltak. A szálloda déli bejárata közelében található első emeleti folyosón egy üvegfal tette lehetővé a vendégek számára, hogy a tigriseket a kifutójukban figyeljék meg. A tigrislakot teljes egészében fehér színben Brinkerhoff tervezte, és megközelítőleg 5 millió dollárból építették fel. A tigrislak a szálloda megnyitásával egy időben, 1989-ben nyílt meg, majd 2007 novemberében bezárták, helyén a BLT Burger étterem nyílt meg. A tigriseket áthelyezték Siegfried & Roy Titkos Kertjébe, hogy ott növeljék a látogatószámot.
Több állatvédő csoport is kritikával illette az élőhelyeket. 2009-ben a Born Free USA és a World Society for the Protection of Animals azzal vádolta a Mirage-t, hogy delfinlakját inkább szórakoztatásra és anyagi haszonszerzésre használja, nem pedig oktatásra. Az élőhely megnyitása óta tizennégy delfin pusztult el, ebből öt halvaszületett vagy fiatalon halt meg. Más delfinek légzési problémák miatt veszítették életüket. Ugyanebben az évben a Mirage két új delfint hozott az élőhelyre, a szervezetek kritikája ellenére. Kiterjedt ellenőrzések után az iparágat támogató állatjóléti szervezet, az American Humane 2017-ben tanúsítványt adott a Titkos Kertnek és a Delfinlaknak, kijelentve, hogy azok „az állatjólét aranyszintjét képviselik”. Ez volt a világszerte 14 állatbemutató közül az egyik, amelyik megkapta a szervezet jóváhagyását, és az első az Egyesült Államok nyugati részén.
Az MGM 2022 szeptemberében bezárta a Titkos Kertet és a Delfinlakot, miután az év folyamán további három delfin elhunyt. Később a Hard Rock International úgy döntött, hogy ez az attrakció nem része a szálloda jövőbeni terveinek, ezért az állatokat új otthonokba helyezték át. A delfinek közül hármat visszavittek a SeaWorld San Diego-ba, amely évekkel korábban kölcsönadta őket az üdülőhelynek. A többi állatot az Amerikai Virgin-szigeteki Coral World Ocean Parkba szállították. A nagymacskákat pedig Oregonban és Texasban található állatmenhelyeken helyezték el.

## Élő szórakoztatás
A Mirage az első években bokszmérkőzéseket rendezett, versenyezve a Las Vegas Hiltonnal és a szomszédos Caesars Palace-szal. A szállodában rendezett mérkőzések között szerepelt:
- Sugar Ray Leonard vs. Roberto Durán III (1989)[37]
- Buster Douglas vs. Evander Holyfield (1990)[198]
- Mike Tyson vs. Donovan Ruddock (1991)[199]
- Mike Tyson vs. Donovan Ruddock II (1991)[200]
- Félix Trinidad vs. Freddie Pendleton (1996)[201]

A Cirque du Soleil 1992-ben tartotta első Las Vegas-i előadását a Mirage-ban. A Nouvelle Expérience című előadást egy 1300 férőhelyes cirkuszsátorban tartották, amelyet a szálloda mögött építettek fel. Az 5 millió dollárba kerülő ideiglenes sátor légkondicionált, tűzálló volt, és cementalapzatával ellenállt az erős szélnek. Wynn és a Cirque du Soleil ismét együttműködtek a Mystère című előadásban, amely 1993-ban nyílt meg Wynn Treasure Island üdülőhelyén.
1999-ben két további színházi helyszín került kialakításra, 100 millió dollár értékben. Az egyik színházat a Miss Spectacular című előadáshoz szánták, amely végül nem került bemutatásra. A másik színpadot az impresszionista előadóművész, Danny Gans számára építették, aki 2000-ben kezdett fellépni a Mirage-ban. Egy báltermet alakítottak át 1265 férőhelyes Danny Gans Theatre néven, körülbelül 15 millió dollár értékben. Gans szerződése 2009 elején lejárt, ekkor átköltözött Wynn új Encore Las Vegas nevű szállodájába. Gans helyét a hasbeszélő Terry Fator vette át, aki az előző színházteret használva több mint tíz éven át működtetett népszerű bábelőadást. A jegyeladások visszaesése miatt Fator 2020-ban bezárta a műsorát, és kisebb helyszínt keresett magának.
A Mirage színpadán más előadók is felléptek, többek között Paul Anka, Dennis Miller, Lewis Black, George Lopez, Bill Burr és Matt Goss. Egyéni esteket is tartottak az üdülőben, például Larry King 2011-ben, Terry Bradshaw 2013-ban, illetve Al Pacino 2014-ben. A bűvész Shin Lim 2019 óta lépett fel a Mirage-ban. Az Aces of Comedy nevű komédiaklub 2010-ben debütált, amelyet 2023-ban átkereszteltek Center Stage Comedy-re.

### Siegfried & Roy
A bűvészduó, Siegfried & Roy 58 millió dolláros szerződést kötött a Mirage-szal, és 1990. február 1-jén kezdtek ott fellépni. Műsorukban több fehér tigris is szerepelt, az előadások pedig egy 1,500 férőhelyes színházteremben zajlottak, amelyet Theatre Mirage-nak hívtak. Az előadást a Feld Entertainment készítette. A páros Las Vegas és a Mirage egyik legnépszerűbb látványosságává vált, amelynek tiszteletére 1993-ban szobrot is állítottak az ingatlan területén. Sikereik miatt a Theatre Mirage két évvel később a Siegfried & Roy nevet kapta.
2003. október 3-án Roy Horn megsérült egy előadás közben, amikor az egyik tigris, Mantacore, megharapta a nyakánál, majd lelökte a színpadról. A sérülés miatt későbbi műtéte során állítólag agyvérzést kapott. Horn később elmondta, hogy az előadás alatt szédülést érzett, és úgy gondolta, ez lehetett az agyvérzés kezdeti jele, hozzátéve, hogy Mantacore valójában megpróbálta megvédeni őt: „Elesetem. Mantacore látta, hogy elestem, ezért felvett és kivitt a másik kijárathoz, ahol mindenki hozzáférhetett és segíthetett.” Az MGM Mirage szóvivője, Alan Feldman szerint: „Ha az állat valóban bántani akarta volna Royt, az legfeljebb két másodpercig tartott volna, és nem lett volna szükség kórházi ellátásra.”
Horn részleges bénulást szenvedett az agyvérzés következtében. Néhány nappal az eset után a Mirage bejelentette, hogy a műsor nem folytatódik tovább. A duó összesen 5750 alkalommal lépett fel a Mirage-ban, és a műsor bezárása 267 alkalmazottat érintett. Hat hónapig az üdülőhely Las Vegas Strip menti hirdetőtáblája még mindig Siegfried és Roy műsorát reklámozta tisztelgésképpen. Mantacore a szálloda Titkos Kertjének állandó lakójává vált, miután Horn ragaszkodott ahhoz, hogy az állatot ne bántsák.
A területre vezető bejárati út 2020-ban a Siegfried & Roy Drive nevet kapta, tisztelegve a duó előtt és az üdülőhely sikerére gyakorolt hatásuk előtt. 2024-ben szobrukat a város Neon Múzeumának adományozták megőrzés céljából.

### Love
Összességében a szálloda bevételei csökkentek Siegfried & Roy műsorának leállítását követően. 2004 augusztusában az egykori színháztermet teljesen átépítették, hogy egy 100 millió dolláros helyszínnek adjon helyet, ahol a Cirque du Soleil a Beatles zenéjére épülő előadását mutatták be az Apple Corps partnerségével. Az előadáson évekig dolgoztak. Az átalakított színházterem 2000 férőhelyes, ezzel a legnagyobb Cirque du Soleil-színpadtér Las Vegasban, és 6000 hangszórót foglal magában.
A Love című show 2006 júniusában nyílt meg, és a Beatles zenéjét mutatta be. A szállodára hatalmas, a show-t hirdető hirdetőtáblákat helyeztek el. A műsor sikeres volt, az első 10 évben 8 millió látogatót vonzott. 2024. július 7-én zárult be, a Hard Rock-átállás részeként.

## A populáris kultúrában
- Cher 1991-es koncertfilmjét, a Cher Extravaganza: Live at the Mirage-t az énekesnő 1990-es Heart of Stone Tour című turnéján vették fel.[264]
- A Mirage színházát használták az 1992-es Dalban szőtt szerelem című film egyik jelenetéhez.[265][266]
- A Mirage kiemelt szerepet kap az Irány Colorado! II.: Curly aranya című film végén.
- A üdülőhely a 1996-os Bilko főtörzs című filmben is megjelenik.[267]
- Wynn engedélyezte a Mirage egyes részeinek bezárását az 1997-es Vegasi vakáció című film forgatása érdekében,[268] amelyben a szálloda, beleértve a medencéjét és a Siegfried & Roy show-t is, kiemelt szerepet kap.[269][270][271][272]
- 2000-ben itt forgatták a Nash Bridges – Trükkös hekus ötödik évadának fináléját.[273]
- A Mirage az egyik a három Las Vegas-i kaszinó közül, amelyeket a 2001-es Ocean’s Eleven – Tripla vagy semmi című filmben kirabolnak,[274] és szerepel a 2004-es Grand Theft Auto: San Andreas videojátékban is, „The Visage” néven.[275]
- 2009-ben a Love színház szerepelt a The Amazing Race 15 utolsó epizódjában.[276]
- A üdülőhely különböző területei, beleértve az út menti tábláját is, szerepeltek a The Amazing Race 24 2014-ben sugárzott utolsó epizódjában.[277]
- A The Killers zenekar 2020-as albumát, az Imploding the Mirage-t a üdülőhelyről nevezte el.[278]

## Galéria
- A The Mirage a The Venetian-ből nézve (2008)
- A hoteltorony rajta a Love című műsort reklámozó molinóval
- Egy delfin a Mirage delfináriumából
- A Mirage külső attrakciója, a vulkán, mely rendszeresen kitör éjszakánként
- A Cirque du Soleil artistái a Mirage műsorában
- Trópusi növények a szállodában

## Fordítás
- Ez a szócikk részben vagy egészben  a   The Mirage című angol Wikipédia-szócikk fordításán alapul.  Az eredeti cikk szerkesztőit annak laptörténete sorolja fel. Ez a jelzés csupán a megfogalmazás eredetét és a szerzői jogokat jelzi, nem szolgál a cikkben szereplő információk forrásmegjelöléseként.